# Karl Johans landskommun

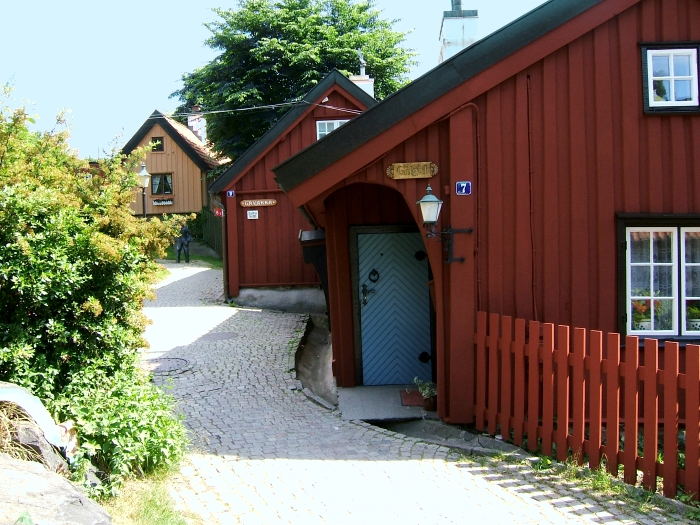
Pölgatan i Gathenhielmska reservatet, där äldre hus från Majorna bevarats.

Karl Johans landskommun var en kommun i dåvarande Göteborgs och Bohus län.

## Administrativ historik
När 1862 års kommunalförordningar trädde i kraft inrättades denna kommun i Sävedals härad i Västergötland. Då motsvarande församling, Karl Johans församling, inte fick territoriell utsträckning förrän 1883 så fanns inte någon socken som motsvarade landskommunen.
1 januari 1868 uppgick huvuddelen av området i Göteborgs stad som 1971 ombildades till Göteborgs kommun. Den mindre delen bildade sedan 1876 Nya Varvets landskommun.

## Historik
Örgryte socken i Sävedals härad, Göteborgs och Bohus län, delades 1820 i två församlingar genom bildandet av Karl Johans församling, som blev annexförsamling i Örgryte pastorat. Karl Johan fortsatte dock att ingå i Örgryte jordebokssocken.
Karl Johans församlings område motsvarade de nuvarande stadsdelarna Slottsskogen, Sandarna, Kungsladugård, Majorna, Stigberget, Olivedal, Kommendantsängen och stora delar av Annedal. Häri inbegrips också Masthuggsbergen, det vill säga stora delar av det som nu i dagligt tal kallas Masthugget. (Det "egentliga" Masthugget, området runt Långgatorna, ingår i Göteborgs stads ursprungliga område.) Den bebyggelse som fanns vid 1800-talets mitt var mestadels av kåkstadskaraktär, och var koncentrerad till Masthuggsbergen och Majorna.
Genom införandet av kommuner 1863 övergick ansvaret för de borgerliga frågorna till Karl Johans kommun. Denna blev dock inte långlivad. Redan 1847 inlämnades en ansökan till Kunglig Maj:t från Karl Johan om att införlivas med Göteborgs stad. Staden var negativt inställd till detta, och ansökan avslogs. Efter flera förnyade ansökningar tillstyrktes slutligen inkorporeringen 1867, vilket kom att gälla från och med 1868. Karl Johans kommun kom alltså endast att bestå i fem år. Överföringen till Göteborgs stad innebar också att Karl Johan ströks från Örgryte jordebokssocken och Sävedals härad.